# Odontophorus (zoologia)
Odontophorus Vieillot, 1816 è un genere di uccelli galliformi diffuso in America Latina. È il genere tipo della famiglia Odontophoridae.

## Tassonomia
È il genere più numeroso della famiglia degli Odontoforidi e comprende le seguenti specie::
- Odontophorus gujanensis (J.F.Gmelin, 1789) -  quaglia boschereccia marmorizzata
- Odontophorus capueira (Spix, 1825) -  quaglia boschereccia alimacchiate
- Odontophorus melanotis Salvin, 1865 -  quaglia boschereccia guancenere
- Odontophorus erythrops Gould, 1859 -  quaglia boschereccia fronterossiccia
- Odontophorus atrifrons Allen, 1900 -  quaglia boschereccia frontenera
- Odontophorus hyperythrus Gould, 1858 -  quaglia boschereccia castana
- Odontophorus melanonotus Gould, 1861 -  quaglia boschereccia dorsoscuro
- Odontophorus speciosus Tschudi, 1843 -  quaglia boschereccia pettorossiccio
- Odontophorus dialeucos Wetmore, 1963 -  quaglia boschereccia del Tacarcuna
- Odontophorus strophium (Gould, 1844) -  quaglia boschereccia dalla gorgiera
- Odontophorus columbianus Gould, 1850 -  quaglia boschereccia del Venezuela
- Odontophorus leucolaemus Salvin, 1867 -  quaglia boschereccia pettonero
- Odontophorus balliviani Gould, 1846 -  quaglia boschereccia facciastriata
- Odontophorus stellatus (Gould, 1843) -  quaglia boschereccia stellata
- Odontophorus guttatus (Gould, 1838) -  quaglia boschereccia macchiata